# Zecovi
Zecovi (en serbe cyrillique : Зецови) est un village de Bosnie-Herzégovine. Il est situé sur le territoire de la ville de Prijedor et dans la république serbe de Bosnie. Selon les premiers résultats du recensement bosnien de 2013, il compte 451 habitants.

## Géographie
Le village est situé au bord de la rivière Sana, un affluent droit de l'Una ; le territoire est également situé à la confluence de deux petites rivières, le Radulovića potok et la Brdarska rijeka, qui se jette dans la Sana.

## Histoire
Les ruines de la forteresse de Zecovi sont inscrites sur la liste provisoire des monuments nationaux de Bosnie-Herzégovine

## Démographie

### Évolution historique de la population dans la localité
| 1948 | 1953 | 1961 | 1971 | 1981 | 1991 | 2013 |
| ---- | ---- | ---- | ---- | ---- | ---- | ---- |
| -    | -    | 828  | 874  | 897  | 887  | 451  |

|  |